# Gaujacq
Gaujacq (okzitanisch: Gaujac) ist eine französische Gemeinde mit 436 Einwohnern (Stand: 1. Januar 2022) im Département Landes in der Region Nouvelle-Aquitaine. Sie gehört zum Kanton Coteau de Chalosse im Arrondissement Dax.

## Geografie
Die Gemeinde Gaujacq liegt etwa 19 Kilometer ostsüdöstlich von Dax. Der Luy begrenzt die Gemeinde im Süden. Umgeben wird Gaujacq von den Nachbargemeinden Caupenne im Nordwesten und Norden, Bergouey im Norden und Nordosten, Brassempouy im Osten, Amou im Süden, Castel-Sarrazin im Südwesten sowie Bastennes im Westen.

## Geschichte

### Lager Gaujacq
Im Lager Gaujacq waren on Mai 1915 bis September 1918 bis zu 600 deutsche Kriegsgefangene untergebracht. Vom Lager sind nur noch wenige, heute mit Wildgräsern bewachsene Zisternen übrig geblieben. Sie sind Überreste des Wasserversorgungsnetzes, das aus der Quelle des Flüsschens Paradis gespeist wurde.

### Feldbahn
Die mit einer Dampflokomotive betriebene Feldbahn der Steinbrüche von Gaujacq mit einer Spurweite von 600 mm verband die Steinbrüche bei Gaujacq mit dem Bahnhof von Castel-Sarrazin, wo der im Arbeitslager gewonnene Schotter in die Meterspurwagen auf der Bahnstrecke Dax–Amou der Compagnie des Tramways à Vapeur de la Chalosse et du Béarn (TVCB) umgeladen wurde.

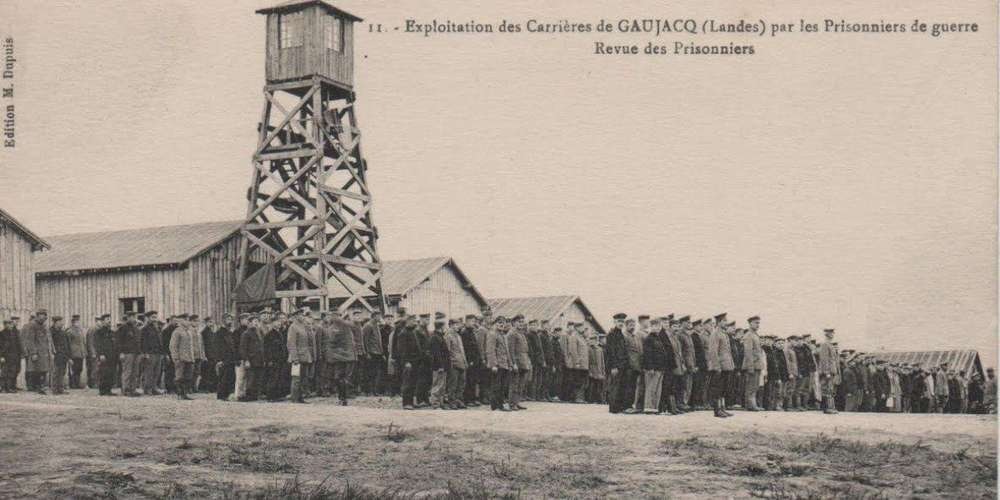
Arbeitslager in den Steinbrüchen von Gaujacq
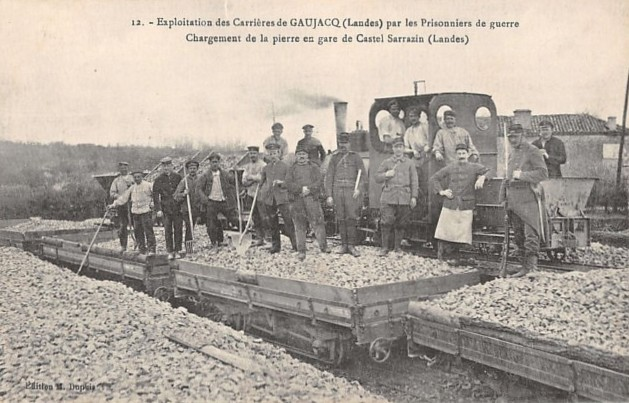
Feldbahn von Gaujacq

## Bevölkerung
| Jahr                       | 1962 | 1968 | 1975 | 1982 | 1990 | 1999 | 2011 | 2021 |
| -------------------------- | ---- | ---- | ---- | ---- | ---- | ---- | ---- | ---- |
| Einwohner                  | 531  | 501  | 463  | 453  | 446  | 411  | 448  | 434  |
| Quellen: Cassini und INSEE |      |      |      |      |      |      |      |      |

## Sehenswürdigkeiten
- Kirche Saint-Jean-Baptiste
- Schloss Gaujacq aus dem 17. Jahrhundert, seit 2002 Monument historique

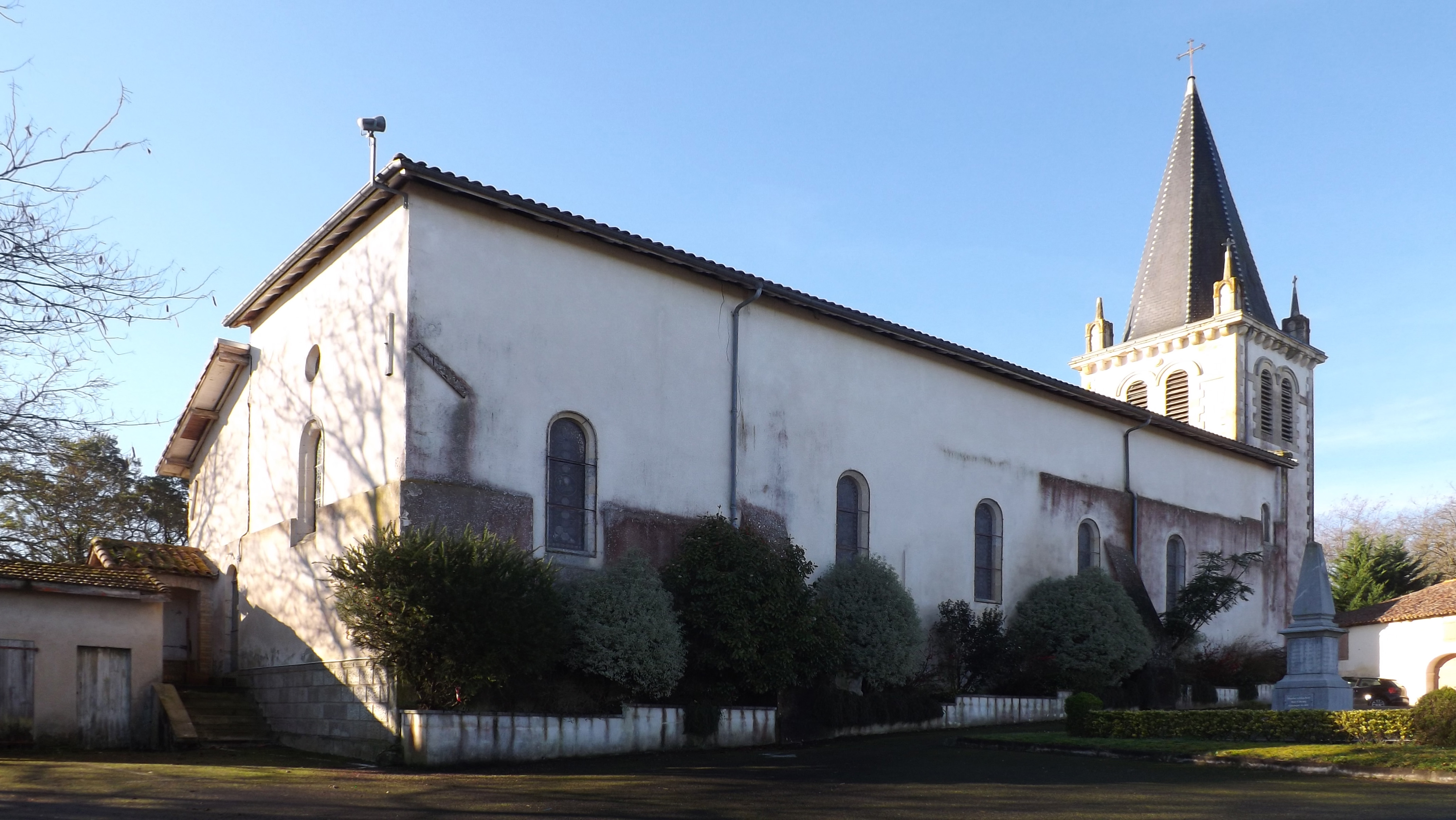
Kirche Saint-Jean-Baptiste
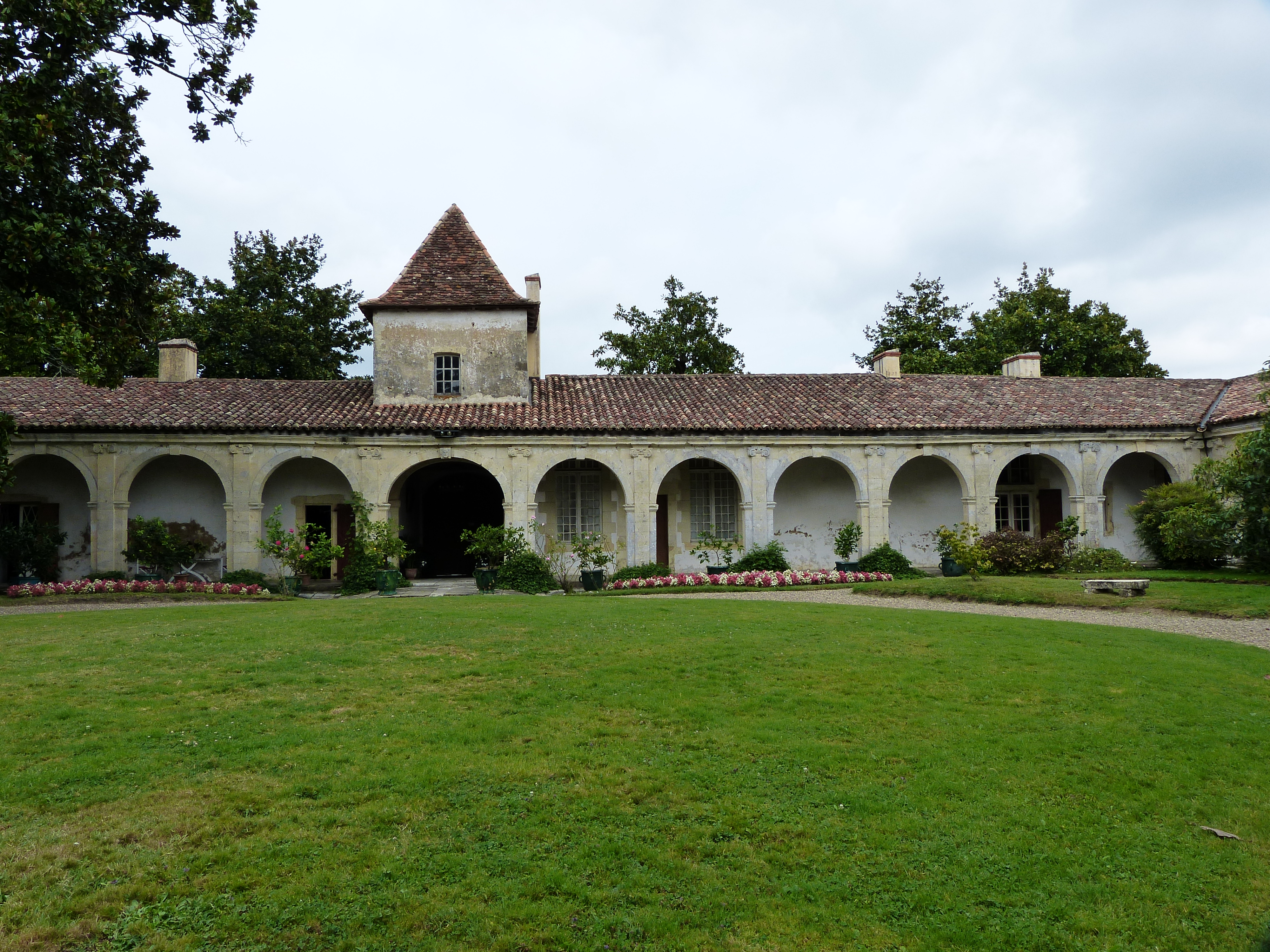
Innenhof des Schlosses Gaujacq